# ViRGE
 (décembre 2017).
Si vous disposez d'ouvrages ou d'articles de référence ou si vous connaissez des sites web de qualité traitant du thème abordé ici, merci de compléter l'article en donnant les références utiles à sa vérifiabilité et en les liant à la section « Notes et références ».
Le chipset graphique Virtual Reality Graphics Engine (aussi connu sous l'acronyme ViRGE) de la société S3 a été l'un des premiers accélérateurs 2D/3D conçus pour le marché.
Dans Windows, elle a été évaluée comme l'accélérateur DRAM le plus rapide de l'époque.
La version basée sur la VRAM, la ViRGE / VX , était en fait plus lente dans les résolutions inférieures, mais avait un RAMDAC plus rapide pour supporter les modes haute résolution non disponibles sur le 325.

## Support
Une partie du plan marketing de S3 pour ViRGE incluait la norme S3D, stipulant que les membres de la famille ViRGE transportaient le moteur graphique S3D.
Les jeux qui supportaient ViRGE mettaient directement ce logo sur leur boîte afin que les possesseurs de la carte 3D sachent qu'elle fonctionnerait aussi bien que possible sur leur ordinateur. Et, malgré sa vitesse 3D médiocre, la ViRGE a reçu des jeux améliorés S3D, en grande partie grâce au prestige de la marque S3 de cette période : Terminal Velocity, Descent II, Monster Truck Madness, Tomb Raider et MechWarrior 2.

## Performance
Avec le lancement réussi de la console de jeu Sony PlayStation, le marché des PC a été pressé d'intégrer du matériel capable de rivaliser dans le domaine du rendu 3D en temps réel. Cependant, le rendu graphique 3D en temps réel était un territoire nouveau et inconnu pour S3 et plusieurs de ses concurrents.
Avec une partie importante du matériel ViRGE déjà consacré à d'autres fonctions clés (telles que le contrôleur VGA, moteur 2D / BITBLT, RAMDAC, PCI et interface mémoire), et la nécessité de servir des applications 2D traditionnelles, la fonctionnalité 3D résultante était à la fois limité et lent.
Lors de l'exécution du rendu 3D de base avec uniquement un mappage de texture et aucune autre fonctionnalité avancée, le débit de pixels de la ViRGE était légèrement plus rapide que le meilleur rendu 3D optimisé par logiciel de l'époque et avec une meilleure fidélité des couleurs.
Mais lorsque des opérations de rendu supplémentaires ont été ajoutées à la charge polygonale (correction de perspective, nébulisation en profondeur Z et filtrage bilinéaire ), le débit de rendu a chuté à la vitesse du rendu logiciel sur un processeur d'entrée de gamme, ce qui était inacceptable pour la plupart des joueurs.
En raison de cette performance de rendu 3D épouvantable, le ViRGE a obtenu la distinction douteuse d'être le premier « décélérateur graphique » au monde. (Ironiquement, le rendu 3D sur le ViRGE / VX (988) VRAM haut de gamme était encore plus lent que le ViRGE / 325 moins cher, en raison du ralentissement du cœur et des fréquences d'horloge de la VX.)
Les ViRGE / DX et ViRGE / GX ont amélioré les performances de rendu 3D, mais au moment de leur introduction, ils étaient toujours incapables de distinguer la famille ViRGE dans un marché 3D déjà encombré.
En dehors du rendu 3D, ViRGE était performant dans les tâches familières comme DOS VGA et Microsoft Windows. Ici, l'expérience substantielle de S3 dans l'accélération Windows haute performance a montré, avec la ViRGE benchmarking près du top parmi les cartes VGA concurrentes DRAM.
Sur les marchés des PC OEM, ViRGE s'est bien vendu en remplacement direct de la très populaire famille Trio / 64 de S3. La famille ViRGE offre une accélération Windows plus rapide que son prédécesseur.
L'introduction de matériel concurrentiel, de la Voodoo de 3dfx et de la Vérité de Rendition , et de titres de jeux tels que le populaire moteur Quake d'Id Software, a entraîné la perte de l'industrie.
S3, ainsi que d'autres fournisseurs VGA déjà bien établis sur le marché des PC, ont été incapables de s'adapter au marché des PC 3D en évolution rapide, étant relégués à vendre dans des segments de marché où la fonctionnalité graphique 3D était sans importance. Bien que le ViRGE se soit bien vendu sur le marché OEM, les performances médiocres de Direct3D et le manque de support OpenGL ont empêché le ViRGE de concurrencer le segment graphique 3D, plus lucratif.

## Variantes
Entre sa naissance en 1995 et sa retraite vers l'an 2000, la famille ViRGE a reçu des mises à jour régulières :
- La ViRGE / DX a amélioré les performances du ViRGE / 325 original en améliorant la correction de la perspective et en mettant en œuvre un filtre trilinéaire à pleine vitesse.
- La ViRGE / GX ajouté un support pour SD / SGRAM plus moderne.
- La ViRGE / GX2 était l'un des premiers chipsets VGA à prendre en charge l' AGP, bien que le niveau de support ne se soit pas limité à la conformité électrique. L'utilisation substantielle de l'ensemble de fonctionnalités d'AGP devrait attendre le Savage 3D.

La ViRGE a finalement été remplacée par le Savage 3D dans le segment graphique haut de gamme de S3 en 1998. Cependant, au moins un dérivé (Trio3D) de la ViRGE est resté en production même après l'arrêt du Savage 3D (en).

## Spécifications
- Carte graphique 2D / 3D 64 bits S3d Moteur avec RAMDAC et synthétiseur d'horloge intégrés 135 MHz (325 et MX), 170 MHz (DX / GX / GX2) ou 220 MHz (VX)
- Processeur S3 Streams pour la vidéo accélérée
  - Étirement et mélange à la volée d'un flux RVB primaire et d'un flux secondaire RVB ou YUV (vidéo)
  - Chaque flux peut avoir une profondeur de couleur différente
  - Lecture vidéo assistée par matériel avec interpolation horizontale
  - Prise en charge d' Indeo , de Cinepak et de la vidéo MPEG-1 accélérée par logiciel et matériel
- S3 Scenic Highway pour une interface directe vers la vidéo en direct et les périphériques MPEG-1
- Accélération graphique 2D. ( BitBLT , dessin au trait, remplissage de polygone)
- Mappage de texture 3D
  - Correction de perspective, ombrage plat et Gouraud . ViRGE / DX et plus tard, la correction de la perspective de « traitement parallèle » pour de meilleures performances
  - Filtrage de texture bilinéaire et trilinéaire , MIP Mapping , alpha blending et mapping de texture vidéo. Le filtrage trilinéaire est à pleine vitesse sur ViRGE / DX et plus tard, appelé « SmartFilter ».
  - Repérage de profondeur et embuage, Z-buffering
- 1 600 x 1 200 avec 16 couleurs (VX), 1 280 x 1 024 avec 256 couleurs à rafraîchissement de 75 Hz, 1 024 x 768 avec 64 K couleurs à 75 Hz de rafraîchissement, 800 x 60 016,7 M couleurs à 75 Hz de rafraîchissement (ce sont les modes non entrelacés ; vidéo)
- Interface mémoire DRAM ou VRAM (VX) 64 bits, mémoire vidéo MiB 2, 4 et 8 (VX), fonctionnement EDO en un seul cycle
- Interface de bus PCI 2.1 et interface VESA VL-Bus (325)
- Maîtrise du bus PCI pour le traitement de la liste d'affichage et la prise en charge de la capture vidéo
- Pilotes pour les principaux systèmes d'exploitation et API: Windows 95 , Windows 3.1x , Windows NT , IBM OS / 2 2.1 et 3.0 (Warp), ADI 4.2, Direct3D , BRender , RenderWare et OpenGL
- Prise en charge complète du matériel et du BIOS pour les modes d'économie d'énergie de l'affichage VESA (DPMS)
- Communications du moniteur DDC